# Коллін Семюель
Коллін Семюель (англ. Collin Samuel, нар. 27 серпня 1981, Мансанілья) — тринідадський футболіст, нападник шотландського клубу «Арброт».
Насамперед відомий виступами за шотландські клуби «Сент-Джонстон» та «Данді Юнайтед», а також національну збірну Тринідаду і Тобаго.

## Клубна кар'єра
У дорослому футболі дебютував 1998 року виступами за команду клубу «Докс Хелвалас», в якій провів два сезони. Протягом 2000—2002 років захищав кольори команди клубу «Сан-Хуан Джаблоті».
Своєю грою за останню команду привернув увагу представників тренерського штабу клубу «Фолкерк», до складу якого приєднався 2002 року. Відіграв за команду з Фолкерка наступний сезон своєї ігрової кар'єри. Більшість часу, проведеного у складі «Фолкерка», був основним гравцем атакувальної ланки команди. У складі «Фолкерка» був одним з головних бомбардирів команди, маючи середню результативність на рівні 0,33 гола за гру першості.
2003 року уклав контракт з клубом «Данді Юнайтед», у складі якого провів наступні чотири роки своєї кар'єри гравця. Граючи у складі «Данді Юнайтед» також здебільшого виходив на поле в основному складі команди.
Протягом 2007—2008 років захищав кольори команди канадського клубу «Торонто».
2008 року приєднався до складу «Сент-Джонстона». Відіграв за команду з Перта протягом трьох сезонів 83 матчі в національному чемпіонаті.
2011 року провів одну гру за англійський «Лутон Таун». З 2012 року — гравець шотландського нижчолігового «Арброта».

## Виступи за збірну
2002 року дебютував в офіційних матчах у складі національної збірної Тринідаду і Тобаго. Наразі провів у формі головної команди країни 24 матчі, забивши 5 голів.
У складі збірної був учасником розіграшу Золотого кубка КОНКАКАФ 2002 року у США, розіграшу Золотого кубка КОНКАКАФ 2005 року у США, а також чемпіонату світу 2006 року у Німеччині.